# Vladimir Vikoelov
Vladimir Ivanovitsj Vikoelov (Russisch: Владимир Иванович Викулов) (Moskou, 20 juli 1946 - aldaar, 9 augustus 2013) was een Sovjet-Russisch ijshockeyer. 
Vikoelov won tijdens de Olympische Winterspelen 1968 en Olympische Winterspelen 1972 de gouden medaille, de editie van 1968 gold ook als wereldkampioenschap.
Vikoelov werd tussen 1966-1971 en 1975 wereldkampioen.
In 195 interlands maakte hij 109 doelpunten.